# Aparat Röntgen

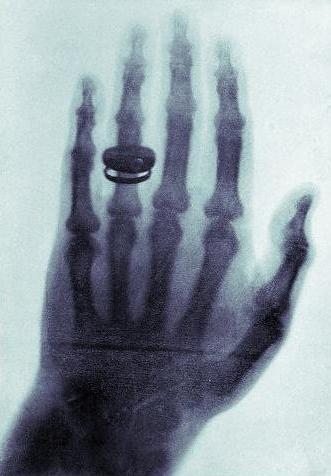
Mâna doamnei Roentgen, primele imagini cu radiații X

Aparatul Röntgen (scris și Roentgen) folosește radiații electromagnetice de tip "X" (sau "Röntgen", "Roentgen") pentru a produce imaginea unui obiect pe o suprafață aflată de obicei sub obiectul respectiv.

## Ce sunt radiațiile X (Roentgen)?
Radiațiile X (numite mai târziu radiații sau raze Roentgen) au fost descoperite în anul 1895 de către fizicianul german Wilhelm Conrad Röntgen în mod întâmplător, în timp ce experimenta cu razele catodice (fascicul de electroni) provenite de la un tub de sticlă vidat cu 2 electrozi. (În germană litera ö se mai scrie și oe.)  Ele sunt radiații electromagnetice ionizante, invizibile, cu lungimi de undă cuprinse între 0,1 și 100 Å (ångström). Datorită lungimii de undă mici, aceste radiații sunt foarte penetrante, putând trece prin diferite materiale cum ar fi corpul uman, lemnul, piese metalice (nu foarte groase) etc. Radiațiile sunt absorbite de către corpuri în funcție de densitatea lor: cu cât densitatea este mai mare, radiațiile sunt absorbite mai mult. Pe acest principiu se bazează radiodiagnosticul.
Exemplu: mâna unui om stă pe o bucată de film fotografic negativ, încă neexpus la radiații și lumină. Prin mâna omului se trimite pentru scurt timp un fascicul de radiație X. Oasele, fiind mai dense, vor absorbi mai multă radiație, deci vor apărea pe film ca fiind albe (filmul se înnegrește în părțile expuse la radiație). (Pe radiografia alăturată alb și negru au fost inversate.)

## Componentele aparatului Roentgen

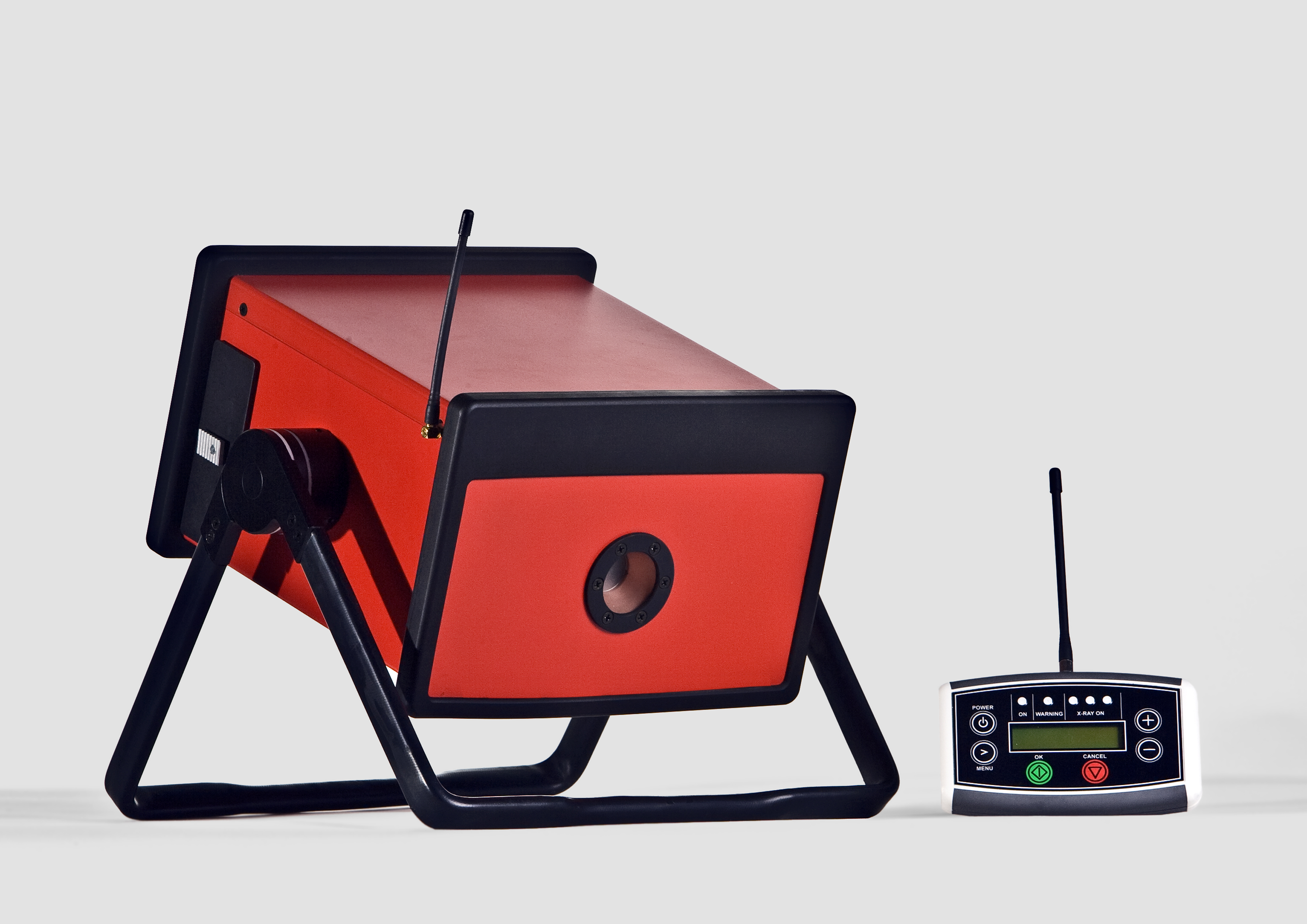
Aparat Röntgen

Un aparat Roentgen este realizat dintr-un tub radiogen (tub generator de radiații, tub Roentgen), un transformator de înaltă tensiune pentru crearea unei diferențe de potențial între electrozii tubului, un transformator de joasă tensiune pentru încălzirea filamentului (respectiv catodului) tubului radiogen. De asemenea, aparatul Roentgen este prevăzut cu organe de reglaj și măsură a tensiunii de accelerare, a curentului anodic, a timpului de expunere la radiații etc.

### Tubul radiogen
Cea mai importantă componentă a unei instalații generatoare de radiații X este tubul radiogen constituit dintr-o incintă vidată, de obicei de sticlă, în care sunt plasate o țintă de wolfram, cupru sau molibden, și o spirală de wolfram menită să emită electroni în momentul încălzirii. Diferența de potențial (tensiune) creată cu ajutorul unui transformator de înaltă tensiune accelerează electronii emiși de spirală, izbindu-i astfel cu putere de ținta de wolfram (sau alt metal greu fuzibil, cu număr atomic mare). În urma ciocnirii unui electron cu un atom de metal, electronul va intra într-unul din straturile superioare de electroni ale atomului, unde va expulza pe alt electron. În urma acestui fenomen, va fi produs un foton de radiație X.

### Transformatorul de înaltă tensiune
Are rolul de a mări tensiunea rețelei de alimentare peste 10 kilovolți, pentru ca radiațiile produse de tub să poată pătrunde prin învelișul de sticlă al tubului.

### Transformatorul de încălzire (de coborâre a tensiunii)
Are rolul de a încălzi filamentul de wolfram al tubului, pentru ca acesta să poată emite electroni (vezi emisia termoelectrică).

### Organele de reglaj și control
1. Reglaj: Un autotransformator este utilizat pentru reglarea curentului de înaltă tensiune de la tub; apoi un reostat este utilizat pentru reglarea curentului de încălzire a tubului. Un releu de timp este construit pentru a permite reglarea timpului în care aparatul va produce radiații.
2. Organe de măsură: Un miliampermetru petru măsurarea intensității curentului anodic (intensitatea este proporțională cu cantitatea de radiații produse de către tub) și un voltmetru pentru măsurarea tensiunii rețelei de alimentare.

### Aparatele moderne (după anii 1945, de putere mare, nu aparate stomatologice)
Sunt prevăzute cu tuburi cu anod rotativ. Ținta de wolfram este de forma unui con și este fixată de o tijă, ce se continuă cu un rotor de cupru asemenea cu cel al unui motor electric asincron. Toate acestea sunt montate în interiorul balonului de sticlă vidată al tubului. În exteriorul tubului este montat statorul ce permite rotirea rotorului în tub, în momentul aplicării unui curent electric statorului. Anodul rotativ permite folosirea tubului la curenți ridicați (de ordinul 2000 mA) fără a se uza sau supraîncălzi. Aceasta se datorează suprafeței mari a anodului ce urmează a fi bombardată cu electroni care vor lovi anodul într-un punct foarte fin și mic (focar). Focarele tuburilor cu anod rotativ sunt cele mai fine și deci mai utile pentru obținerea unei imagini de calitate ireproșabilă. 
Componentele instalației ce urmează a fi supuse înaltei tensiuni sunt scufundate în băi de ulei pentru izolație și, în cazul tubului și transformatorului, și de răcire. Cuva de ulei a tubului este de formă cilindrică și este acoperită cu plumb, cu excepția unei mici zone aflate în dreptul focarului, loc pe unde vor ieși radiațiile. Această cuvă a tubului poartă numele de cupolă. Cupolei îi este atașat un colimator de plumb pentru limitarea radiației, dar și un filtru (în general 2 mm aluminiu) pentru oprirea radiațiilor moi, dăunătoare imaginii radiologice.